# قائمة مواقع التراث العالمي في الولايات المتحدة

كان أول موقعين يضافان إلى قائمة مواقع التراث العالمي في الولايات المتحدة هما حديقة ميسا فيردي الوطنية وحديقة يلوستون الوطنية كلاهما أُدرج على لائحة التراث العالمي خلال الجلسة الثانية للجنة التراث العالمي التي عقدت في مدينة واشنطن العاصمة بين 5-8 أيلول سبتمبر 1978. بالإجمال أُدرج 23 موقع على لائحة التراث العالمي، منها متملكاً طبيعياً واحداً وإِثنا عَشر متملكاً ثقافياً وعَشرة مواقعُ مُختلِطة وكان أخرها موقع سان إنطونيو في عام 2015. تتوزع الثلاثة والعشرين موقعاً الأمريكية على 19 ولاية وإقليمين أثنين وتحتوي كل من ولايات كاليفورنيا ،مونتانا،هاواي ونيو مكسيكو على أكثر من موقع كما إن موقعي حديقة بحيرات واترتون الوطنية ومُنتزه كلون/رانجيل-ستريت. إلياس / جلاشير باي / تتشينشيني-ألسيك هما موقعين حدوديين مُشتركين مع كندا.

## القائمة
| ت      | أسم                                                     | صورة   | ولاية                                        | المعايير                      | مصدر                 |
| ثقافية | ثقافية                                                  | ثقافية | ثقافية                                       | ثقافية                        | ثقافية               |
| ------ | ------------------------------------------------------- | ------ | -------------------------------------------- | ----------------------------- | -------------------- |
| 1      | حديقة ميسا فيردي الوطنية                                |        | كولورادو                                     | ثالثاً                         | [ 1 ]                |
| 2      | قاعة الاستقلال                                          |        | بنسيلفانيا                                   | سادساً                         | [ 2 ] [ 3 ]          |
| 3      | كاهوكيا                                                 |        | إلينوي                                       | ثالثاً رابعاً                   | [ 4 ]                |
| 4      | لا فورتاليزا و موقع سان خوان التاريخي الوطني            |        | بورتوريكو                                    | سادساً                         | [ 5 ]                |
| 5      | تمثال الحرية                                            |        | نيويورك                                      | اولا سادساً                    | [ 6 ]                |
| 6      | حديقة تشاكو كالتشر التاريخية الوطنية                    |        | نيومكسيكو                                    | ثالثاً                         | [ 7 ]                |
| 7      | مونتيسيلو و جامعة فرجينيا                               |        | فرجينيا                                      | اولا رابعاً سادساً              | [ 8 ]                |
| 8      | تاوس بويبلو                                             |        | نيومكسيكو                                    | رابعاً                         | [ 9 ]                |
| 9      | بوفرتي بوينت                                            |        | لويزيانا                                     | ثالثاً                         | [ 10 ]               |
| 10     | بعثة سان أنطونيو التبشيرية                              |        | تكساس                                        | ثانياً                         | [ 11 ]               |
| طبيعية |                                                         |        |                                              |                               |                      |
| 11     | متنزه يلوستون الوطني                                    |        | وايومينغ, مونتانا, أيداهو                    | سابعاً ثامناً تاسعاً عاشراً       | [ 12 ]               |
| 12     | كلون/رانجيل-ستريت. إلياس / جلاشير باي / تتشينشيني-ألسيك |        | ألاسكا مُشترك مع كندا                         | سابعاً ثامناً عاشراً             | [ 13 ]               |
| 13     | حديقة غراند كانيون الوطنية                              |        | أريزونا                                      | سابعاً ثامناً تاسعاً عاشراً       | [ 14 ]               |
| 14     | حديقة إيفرغلاديس الوطنية                                |        | فلوريدا                                      | ثامناً تاسعاً عاشراً             | [ 15 ] [ 16 ] [ 17 ] |
| 15     | حديقة ريدوود الوطنية                                    |        | كاليفورنيا                                   | سابعاً تاسعاً                   | [ 18 ]               |
| 16     | كهف الماموث                                             |        | كنتاكي                                       | سابعاً ثامناً عاشراً             | [ 19 ]               |
| 17     | المتنزه الأولمبي الوطني                                 |        | واشنطن                                       | سابعاً تاسعاً                   | [ 20 ]               |
| 18     | حديقة جبال غريت سموكي الوطنية                           |        | تنسي, نورث كارولاينا                         | سابعاً ثامناً تاسعاً عاشراً       | [ 21 ]               |
| 19     | منتزه يوسيميتي الوطني                                   |        | كاليفورنيا                                   | سابعاً ثامناً                   | [ 22 ]               |
| 20     | حديقة براكين هاواي الوطنية                              |        | هاواي                                        | ثامناً                         | [ 23 ]               |
| 21     | حديقة كهوف كارلسباد الوطنية                             |        | نيومكسيكو                                    | سابعاً                         | [ 24 ]               |
| 22     | حديقة واتيرتون-غلاشير الوطنية للسلام                    |        | مونتانا مُشترك مع كندا                        | سابعاً تاسعاً                   | [ 25 ]               |
| مختلطة |                                                         |        |                                              |                               |                      |
| 23     | النصب التذكاري القومي البحري الأمريكي                   |        | هاواي و جزر الولايات المتحدة الصغيرة النائية | ثالثاً سادساً ثامناً تاسعاً عاشراً | [ 26 ]               |

### المعايير الثقافية
- أولاً: تمثل تحفة عبقرية خلاقة من صنع الإنسان.
- ثانياً: تمثل إحدى القيم الإنسانية الهامة والمشتركة، لفترة من الزمن أو في المجال الثقافي للعالم، سواء في تطور الهندسة المعمارية أو التقنية، أو الفنون الأثرية، أو تخطيط المدن، أو تصميم المناظر الطبيعية.
- ثالثاً: تمثل شهادة فريدة من نوعها أو على الأقل استثنائية لتقليد ثقافي لحضارة قائمة أو مندثرة.
- رابعاً: أن تكون مثالاً بارزاً على نوعية من البناء، أوالمعمار أو مثال تقني أو مخطط يوضح مرحلة هامة في تاريخ البشرية.
- خامساً: أن يكون مثالاً رائعاً لممارسات الإنسان التقليدية في استخدام الأراضي، أو مياه البحر بما يمثل ثقافة (أو ثقافات)، أو تفاعل إنساني مع البيئة وخصوصاً عندما تصبح عُرضة لتأثيرات لا رجعة فيها.
- سادساً: أن تكون مرتبطة بشكل مباشر أو ملموس بالأحداث أو التقاليد المعيشية، أو الأفكار، أو المعتقدات، أو الأعمال الفنية والأدبية ذات الأهمية العالمية الفائقة. (وترى اللجنة أن هذا المعيار يُفضل أن يكون استخدامه بالتزامن مع معايير أخرى.)

### المعايير الطبيعية
- سابعاً: أن تحتوى ظاهرة طبيعية فائقة أو مناطق ذات جمال طبيعي استثنائي"
- ثامناً: أن تكون الأمثلة البارزة التي تمثل المراحل الرئيسية من تاريخ الأرض، بما في ذلك سجل الحياة، وكبير على ما يجري العمليات الجيولوجية في تطوير تضاريسه، أو ملامح شكل الأرض أو فيزيوغرافية كبيرة"
- تاسعاً: أن تكون الأمثلة البارزة التي تمثل كبيرة على الذهاب البيئية والبيولوجية في عمليات التطور والتنمية من الأرضية، والمياه العذبة الساحلية والبحرية النظم الإيكولوجية والمجتمعات المحلية من النباتات والحيوانات"
- عاشراً: أن تحتوي على أهم وأكبر الموائل الطبيعية لحفظ التنوع البيولوجي بالموقع، بما في ذلك تلك التي تحتوي على الأنواع المهددة بالانقراض وذات قيمة عالمية فريدة من وجهة نظر العلم أو حماية البيئة".